# 三井雅弘
三井 雅弘（みつい まさひろ、1958年3月26日 - ）は、日本の歌手、ラジオパーソナリティ、デザイナー。兵庫県神戸市出身。

## 来歴・人物
1977年頃に音楽活動をスタート。
1979年、朝日放送の番組『ヤングプラザ』の企画において、『いたちごっこ』というレコードをインディーズレーベル（朝日放送内のレーベル）で発売。但し、『関西の協力レコード店に一定期間置いてもらい、ノルマを達成したらメジャー流通に乗せるが、達成出来ないと廃盤』（原盤を観客の前で叩き折る）という過酷な条件付であった。
1980年頃、TOPSの前身であるソウル・ロックバンド「ITACHI」を結成（ボーカル担当）。数年の内に関西のライブハウスで最も客を動員できるバンドの一つとして注目を集め、本格的な音楽活動に入る。ライブハウスで共演した際に知り合った嘉門達夫と意気投合して友誼を結ぶ。この事が後にITACHIの東京進出と事務所移籍に繋がる。
1983年、KBS京都ラジオレギュラー番組『びっくらラ・イブ』パーソナリティを嘉門達夫と共に2年間務める。
1985年頃に上京。
1986年 、若干のメンバーチェンジを行った後、ビクター音楽産業より、三井と女性ボーカル二人を据えたブラスファンクロックバンド「TOPS」としてデビュー（1987年にChaseの「Get It On」の日本語版「黒い炎」、1988年に「タイムマシンにおねがい」のカバーがスマッシュヒット。この時期フジテレビ『夜のヒットスタジオ』、テレビ朝日『ミュージックステーション』等に出演する）。
1989年、メンバーだったバーベQ和佐田が爆風スランプへ移籍加入し、それに伴う大幅なメンバーチェンジを機にTOPSを脱退。
代官山プロダクション・スタッフとして爆風スランプ等のマネージメントスタッフの一員として宣伝・制作部門を担当し、音楽活動を休業する。
1994年、代官山プロダクションを退職。関西に戻り1997年に「MAN-NyA-WAZ」を京都で結成。その間にラグタイム・ブルース・グループ「三井ぱんと大村はん」も結成し2015年まで活動。アルバムも何枚かリリースする。
2000年、爆風スランプのファンキー末吉プロデュースにより、ラグタイム・ブルース・ユニット『三井はんと大村はん』として再びデビュー（※後にユニット名を三井ぱんと大村はんと改名）。デビューアルバム『どないやねん』発売（X.Y.Z RECORD）2000.11/21）。
2001年、2ndアルバム『ほんまかいな』をリリース。関西ライブ音楽シーンで「ブルース歌謡」「ブルース・エンタテインメント」を展開。4月よりKBS京都ラジオ『k-town house』パーソナリティとして、関西インディーズシーン及び関西音楽中心に紹介する（2004.3終了）。
2002年、「三井ぱんと大村はん」で日中国交回復三十周年記念コンサート（於：北京）に出演。
2004年4月よりα-STATIONにて『GARYU'S BAR』のメインパーソナリティ。CMソング・「ABCハウジング」（'04-'06頃までOA）「ブルボン・サワーズ」（'07）。
2010年10月、『三井ぱんと大村はん』3rdアルバムCD『Luck & Sun』をリリース。
2011年、ファンキー末吉プロデュースの爆風スランプトリビュートアルバム『We Love Bakufu Slump』に参加。
2015年、三井ぱんと大村はん 活動休止。
この間、毎年2月に京都・都雅都雅に於いて開催される「和佐田プレゼンツ 京都Party」にて「ITACHI」が再結集する。現在（2018年）も続けられている。
2017年12月、マンニャワズ 結成20周年記念ライブ。
2018年、西野やすし（G,Vo）. 堀尾哲二（Dr）、和佐田達彦（Ba）らと Blues & Funk Band「TAMATEYA（タマテヤ）」結成。
2020年、幸木無ニ（G）中村岳（Ds/Cajon/Per）で「スリーラッキーセンター」結成。2022年頃からオルガン奏者の田辺ベータナ敏男も参加。
現在は、ITACHI、ブルース&ファンクバンド「玉手屋(TAMATEYA)」 「スリーラッキーセンター」 等々で活動中。
三笑堂所属。

## ディスコグラフィー

### TOPS時代
- TOPS項参照